# Secretário de Assuntos de Veteranos dos Estados Unidos
O Secretário de Assuntos de Veteranos dos Estados Unidos é o chefe do Departamento de Assuntos de Veteranos dos Estados Unidos, o departamento responsável por benefícios, assistência médica e memoriais e cemitérios nacionais para veteranos. O secretário é membro do Gabinete e ocupa a penúltima posição, sendo o 17º na linha de sucessão presidencial (o cargo era o último até a adição do Departamento de Segurança Interna dos Estados Unidos em 2006). Até a nomeação de David Shulkin em 2017, todos os indicados e nomeados interinos para o cargo eram veteranos militares dos Estados Unidos, mas isso não é um requisito para ocupar a posição.
Quando o cargo de secretário está vago, o secretário adjunto ou qualquer outra pessoa designada pelo presidente assume como secretário interino até que o presidente nomeie e o Senado dos Estados Unidos confirme um novo secretário.

## Lista de secretários de Assuntos de Veteranos
Partidos
      Republicano (7)
      Democrata (3)
      Independente (2)
Estado
      Indica Secretário de Assuntos de Veteranos interino
| N. | Secretário        | Secretário                   | Secretário           | Mandato                 | Mandato                 | Mandato          | Presidente | Presidente                    |
| N. | Retrato           | Nome                         | Estado de residência | Assumiu                 | Deixou                  | Duração          | Presidente | Presidente                    |
| -- | ----------------- | ---------------------------- | -------------------- | ----------------------- | ----------------------- | ---------------- | ---------- | ----------------------------- |
| 1  |                   | Ed Derwinski                 | Illinois             | 15 de março de 1989     | 26 de setembro de 1992  | 3 anos, 195 dias |            | George H. W. Bush (1989–1993) |
| –  |                   | Anthony Principi Interino    | Califórnia           | 26 de setembro de 1992  | 20 de janeiro de 1993   | 116 dias         |            | George H. W. Bush (1989–1993) |
| 2  |                   | Jesse Brown                  | Illinois             | 22 de janeiro de 1993   | 13 de julho de 1997     | 4 anos, 172 dias |            | Bill Clinton (1993–2001)      |
| –  |                   | Hershel W. Gober Interino    | Arkansas             | 13 de julho de 1997     | 2 de janeiro de 1998    | 173 dias         |            | Bill Clinton (1993–2001)      |
| 3  |                   | Togo D. West Jr.             | Distrito de Columbia | 2 de janeiro de 1998    | 4 de maio de 1998       | 122 dias         |            | Bill Clinton (1993–2001)      |
| 3  | 4 de maio de 1998 | Togo D. West Jr.             | Distrito de Columbia | 25 de julho de 2000     | 2 anos, 82 dias         |                  |            | Bill Clinton (1993–2001)      |
| –  |                   | Hershel W. Gober Interino    | Arkansas             | 25 de julho de 2000     | 20 de janeiro de 2001   | 179 dias         |            | Bill Clinton (1993–2001)      |
| 4  |                   | Anthony Principi             | Califórnia           | 23 de janeiro de 2001   | 26 de janeiro de 2005   | 4 anos, 3 dias   |            | George W. Bush (2001–2009)    |
| 5  |                   | Jim Nicholson                | Colorado             | 26 de janeiro de 2005   | 1 de outubro de 2007    | 2 anos, 248 dias |            | George W. Bush (2001–2009)    |
| –  |                   | Gordon H. Mansfield Interino | Flórida              | 1 de outubro de 2007    | 20 de dezembro de 2007  | 80 dias          |            | George W. Bush (2001–2009)    |
| 6  |                   | James Peake                  | Distrito de Columbia | 20 de dezembro de 2007  | 20 de janeiro de 2009   | 1 ano, 31 dias   |            | George W. Bush (2001–2009)    |
| 7  |                   | Eric Shinseki                | Havaí                | 20 de janeiro de 2009   | 30 de maio de 2014      | 5 anos, 130 dias |            | Barack Obama (2009–2017)      |
| –  |                   | Sloan D. Gibson Interino     | Alabama              | 30 de maio de 2014      | 30 de julho de 2014     | 61 dias          |            | Barack Obama (2009–2017)      |
| 8  |                   | Bob McDonald                 | Ohio                 | 30 de julho de 2014     | 20 de janeiro de 2017   | 2 anos, 174 dias |            | Barack Obama (2009–2017)      |
| –  |                   | Robert Snyder Interino       | Virgínia Ocidental   | 20 de janeiro de 2017   | 14 de fevereiro de 2017 | 25 dias          |            | Donald Trump (2017–2021)      |
| 9  |                   | David Shulkin                | Pensilvânia          | 14 de fevereiro de 2017 | 28 de março de 2018     | 1 ano, 42 dias   |            | Donald Trump (2017–2021)      |
| –  |                   | Robert Wilkie Interino       | Carolina do Norte    | 28 de março de 2018     | 29 de maio de 2018      | 62 dias          |            | Donald Trump (2017–2021)      |
| –  |                   | Peter O'Rourke Interino      | Virgínia             | 29 de maio de 2018      | 30 de julho de 2018     | 62 dias          |            | Donald Trump (2017–2021)      |
| 10 |                   | Robert Wilkie                | Carolina do Norte    | 30 de julho de 2018     | 20 de janeiro de 2021   | 2 anos, 174 dias |            | Donald Trump (2017–2021)      |
| –  |                   | Dat Tran Interino            | Ohio                 | 20 de janeiro de 2021   | 9 de fevereiro de 2021  | 20 dias          |            | Joe Biden (2021–2025)         |
| 11 |                   | Denis McDonough              | Minnesota            | 9 de fevereiro de 2021  | 20 de janeiro de 2025   | 3 anos, 346 dias |            | Joe Biden (2021–2025)         |
| –  | framelss          | Todd B. Hunter Interino      |                      | 20 de janeiro de 2025   | 5 de fevereiro de 2025  | 61 dias          |            | Donald Trump (2025–present)   |
| 12 | framelss          | Doug Collins                 | Geórgia              | 5 de fevereiro de 2025  | Presente                | 45 dias          |            | Donald Trump (2025–present)   |